# Wappen von Sofia

Wappen der Stadt Sofia

Das Wappen von Sofia (bulgarisch Герб на София Gerb na Sofia) ist das Stadtwappen der bulgarischen Hauptstadt Sofia. Es wird auch als Symbol der Gemeinde Sofia (община София) verwendet.

## Beschreibung
Das Stadtwappen von Sofia hat die Form eines Wappenschildes, der in vier Felder (Vierung) geteilt ist und ein Herzschild trägt. Auf dem Schild ruht eine dreitürmige Mauerkrone.
Im oberen rechten Feld (heraldisch rechts ist vom Betrachter aus links) des Schildes ist die Kaiserin Julia Domna mit einer Mauerkrone abgebildet – auf rotem Hintergrund, im oberen linken Feld die Hauptfassade der Kirche Sweta Sofia – auf gelbem Hintergrund, im unteren rechten Feld das Witoschagebirge – grüner Berg vor blauem Himmel – und im unteren linken Feld eine Apollon-Statue unter einem goldenen Baldachin – auf blauem Hintergrund.
Im Zentrum des Schildes ist in einem fünften Feld (der Herzschild – in der Heraldik heißt es der Schild) ein springender Löwe abgebildet.
Auf einem Wappenband unter dem Wappen steht in kyrillischer Schrift der Wahlspruch „Wächst, aber altert nicht“  (bulgarisch „Расте, но не старее“ „Raste, no ne staree“). Nach anderen Übersetzungsversionen lautet der Wahlspruch: „Sie wächst, aber sie altert nicht“ bzw. „Wächst, altert aber nicht“.
Zu beiden Seiten des Schildes gibt es je einen Lorbeerzweig. Der Schild hat auf beiden Seiten, auf halber Höhe, je einen halbrunden seitlichen Einschnitt. An der Unterseite hat er eine kleine spitze Verlängerung und ähnelt insgesamt der modernen französischen Schildform. Die Oberseite des Schildes ist konkav.

### Symbolik
Die fünf stilisierten Bilder (Gemeine Figur) im Sofioter Stadtwappen synthesiert das Wesentlichste über Sofia. Die oberen beiden Bilder verweisen auf den Namen der Stadt.
Das Bildnis von Kaiserin Julia Domna, die Gattin von Kaiser Septimius Severus, verweist auf den antiken römischen Namen von Sofia: Ulpia Serdica.
Ihr Bild wurde der Abbildung auf einer antiken Münze entnommen, die um 202 n. Chr. im antiken Serdica geprägt wurde. Julia Domna war auf dieser Münze als die beschützende Göttin der Stadt dargestellt. Im 4. Jahrhundert v. Chr. war Serdica als Zentrum der römischen Provinz Thracia.
Eigentlich ist nicht das Bildnis der Kaiserin Julia Domna abgebildet, wie die Erschaffer des Wappens damals dachten, sondern die Büste der Schutzgöttin der Stadt Serdica. Die Vorderseite dieser Münze (das Avers), die aus Serdica stammt, zeigt das Bildnis der Gattin von Kaiser Septimius Severus – die Kaiserin Julia Domna, während die Rückseite (der Revers) das Profil der römischen Göttin Fortuna zeigt, der Göttin des glücklichen Schicksals, des Glücks und des Wohlstandes. Die römische Göttin Fortuna entspricht der griechischen Göttin Tyche.
Fortuna wurde als Beschützerin der jeweiligen Stadt oder des jeweiligen Dorfes verehrt. Sie wurde mit einem Kopftuch dargestellt und einer Krone in Form von Festungsmauern mit Türmen, oft wurde sie auch als Blinde dargestellt. Dieses Bildnis der Göttin Fortuna wurde von den drei Künstlern für das Bildnis von Kaiserin Julia Domna gehalten und so in das Wappen übernommen.
Die Abbildung der Kirche Sweta Sofia verweist auf die Namensgeberin für den heutigen Namen der Stadt. Der neue Name von Sofia wurde erstmals in der Niederschrift eines Kaufmanns aus Dubrovnik (Republik Ragusa) 1376 erwähnt. Die Historiker kannten 1900 die Geschichte der Kirche Sweta Sofia noch nicht so genau. Die drei Künstler meinten, dass ihr Bild die Hauptfassade der Kirche darstellt, im Gedenken an die Zeit von Zar Iwan Assen II.
Die im Wappen verwendete Ansicht der Kirche befremdet jedoch. Dargestellt ist die Ostseite – die Altarseite – des Gebäudes, jedoch in der Form, wie es aussah, als das Gebäude als Moschee diente und noch nicht restauriert war. Das Gebäude hatte zu dieser Zeit keinen Altar, denn beim Umbau der bulgarisch-orthodoxen Kirche zu einer Moschee war der Altar abgerissen worden. Diese Stelle ist auch auf der Darstellung der Kirche im Stadtwappen zu erkennen.
Die unteren beiden Bilder zeigen charakteristische Merkmale von Sofia. Zum einen das Witoschagebirge, an dessen Fuß Sofia liegt. Zum anderen verweist die Statue von Apollon Medicus, der Gott der Heilung, auf die Heilquellen in Sofia und seiner Umgebung. Dieses Bild wurde ebenfalls der Abbildung auf einer antiken Münze entnommen.
Der Löwe im Herzschild ist das traditionelle Symbol der Bulgaren. Der Löwe ist auch das Hauptmotiv im bulgarischen Staatswappen. Auch die bulgarische Währung heißt so: Lew (Löwe). Das Löwenbild auf dem Herzschild ist von einem Medaillon kopiert, das kurz vorher vom französischen Archäologen Georges Soeur bei Ausgrabungen auf dem Hügel Trapesiza in Weliko Tarnowo gefunden wurde. Georges Soeur hatte bei Grabungen auf dem Trapesitza-Hügel Anfang des 20. Jahrhunderts 17 Kirchen entdeckt. Die dabei gefundenen Münzen mit Löwenbildnissen waren auch nach heutigen Forschungsstand echte bulgarische Münzen aus der Zeit von Iwan Schischman (um 1350–1395). Für das Medaillon wird heute jedoch ein ausländischer Ursprung angenommen, am wahrscheinlichsten gehörte es irgendeinem französischen Ritter, der während der Schlachten der Bulgaren mit den Kreuzrittern im 13. Jahrhundert getötet oder gefangen genommen wurde. Heute wird geht man davon aus, dass das Medaillon aus einer Werkstatt in Limoges in Aquitanien stammt.
Der Löwe symbolisiert die Kontinuität beider Städte (Weliko Tarnowo und Sofia) als Hauptstädte Bulgariens, sowie die Kontinuität in der Staatlichkeit Bulgariens. Weliko Tarnowo war von 1187 bis 1393 Hauptstadt des Zweiten Bulgarischen Reichs. Danach herrschten die Osmanen fast 500 Jahre über Bulgarien und erst 1878, nach der Befreiung Bulgariens wurde Sofia 1878 fünfte Hauptstadt Bulgariens, zu diesem Zeitpunkt noch das Fürstentum Bulgarien.
Die erste Hauptstadt Bulgariens war Pliska (Hauptstadt des Ersten Bulgarischen Reichs von 679 bis 893), dann folgten Weliki Preslaw (Hauptstadt des Ersten Bulgarischen Reichs von 893 bis ca. 972), Ohrid (war um die erste Jahrtausendwende kurze Zeit Hauptstadt des bulgarischen Reichs) und Weliko Tarnowo.
Nur Städte hatten das Recht eine Mauerkrone im Stadtwappen zu führen.

Wappen der Stadt Sofia
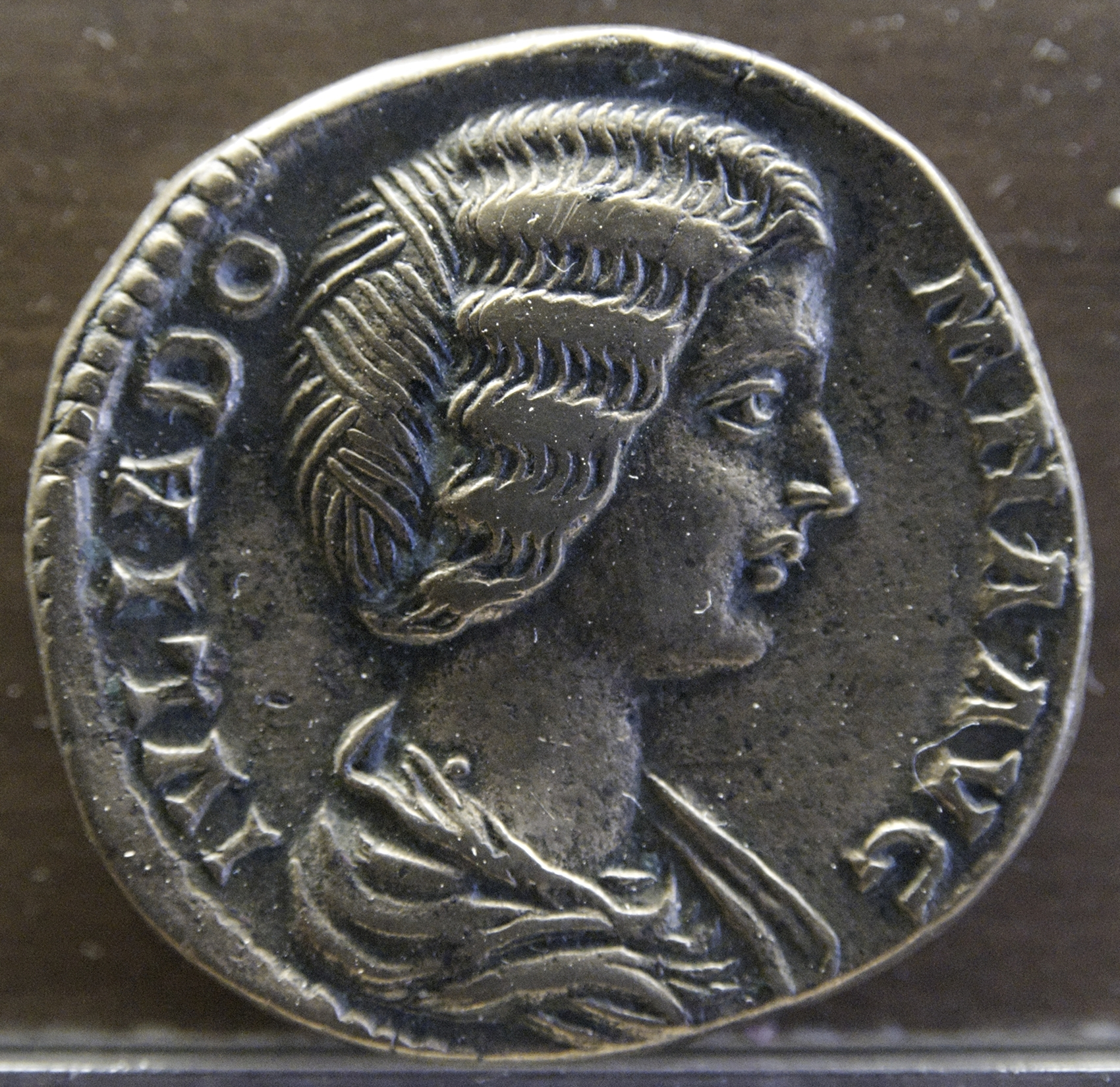
Julia Domna auf einer römischen Münze
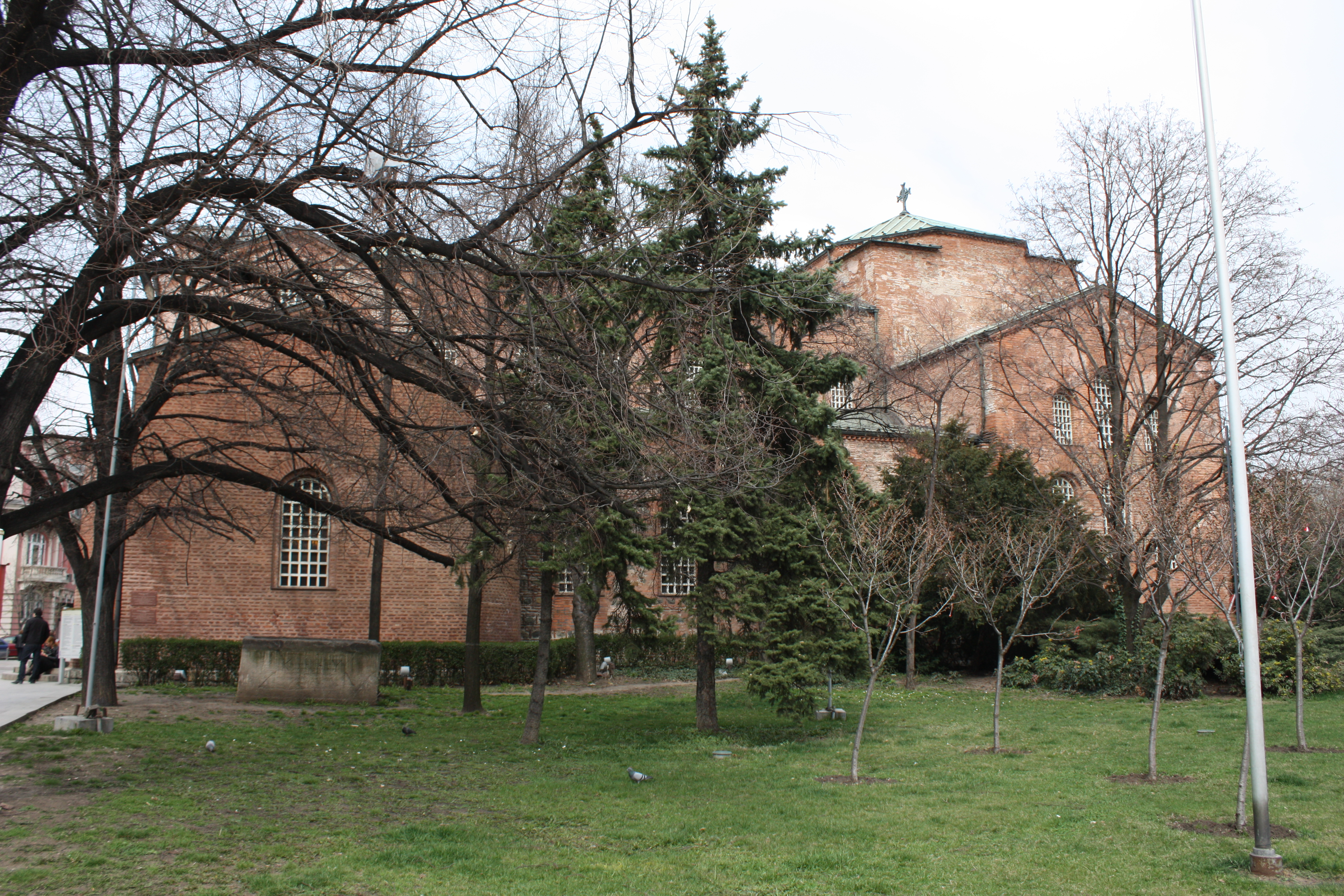
Die Kirche Sweta Sofia
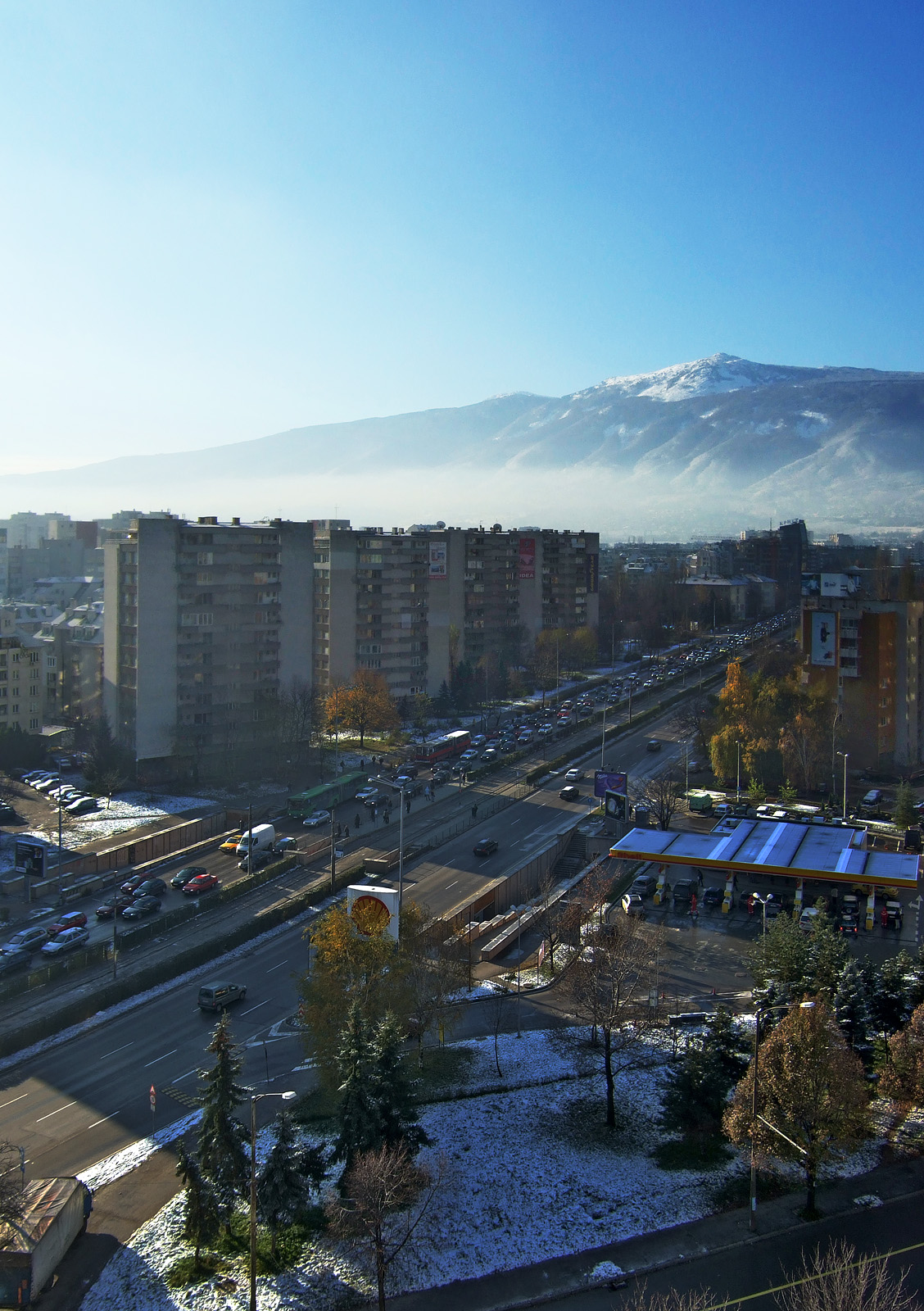
Sofia – mit dem Witoschagebirge im Hintergrund
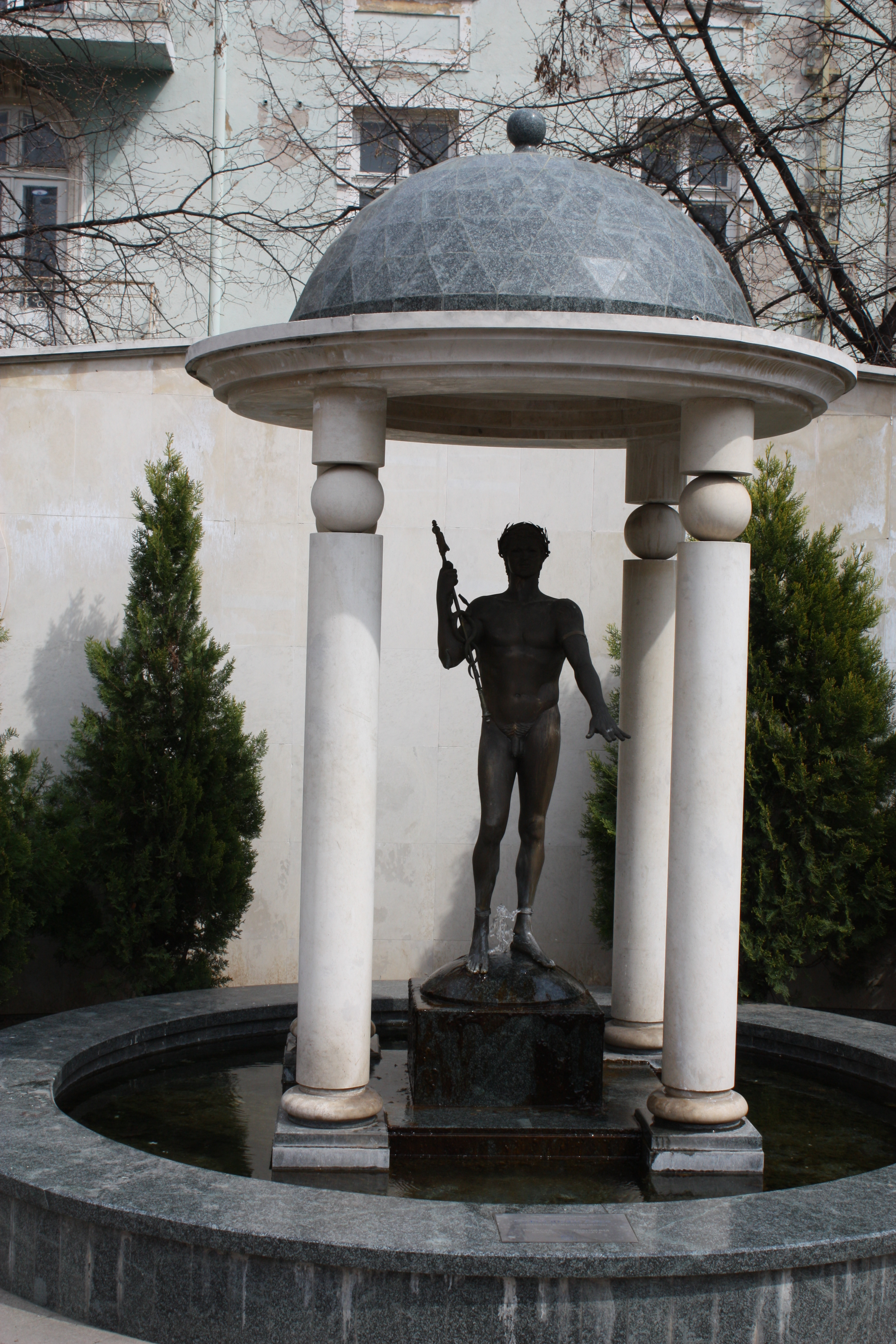
Apollon-Statue neben dem Mineralbad Sofia

## Geschichte
Das Wappen von Sofia wurde erst 1900 entworfen – anlässlich der Weltausstellung Paris im Sommer 1900. Obwohl die Vorbereitungen für die Pariser Weltausstellung in Bulgarien bereits 1897 begannen und vom Ministerium für Handel und Landwirtschaft sorgfältig geplant wurden, gab es plötzlich ein unerwartetes Problem, denn wenige Monate vor Ausstellungseröffnung richtete der französische Direktor der Weltausstellung die Bitte an Bulgarien, ein Stadtwappen von Sofia möglichst umgehend nach Paris zu schicken, da das französische Organisationskomitee beschlossen hatte während der Weltausstellung den Festsaal im Invalidendom in Paris mit den Wappen der Hauptstädte der Teilnehmerländer zu schmücken.
Deshalb wurde in Sofia kurzfristig ein Mitglied der bulgarischen Kommission für die Ausgestaltung des bulgarischen Pavillons in Paris mit der Aufgabe betraut: der tschechische Künstler Jan Václav Mrkvička (bulgarischИван Мърквичка), der Direktor der Staatlichen Malschule war. Ebenso wurde Václav Dobruský (Вацлав Добруски), der Direktor des Nationalmuseums mit der Aufgabe betraut. Zusätzlich zogen sie Charalampi Tatschew (Харалампи Тачев) hinzu, der zu dieser Zeit noch Student an der Staatlichen Malschule in Sofia war.
Iwan Markwitschka und Václav Dobruský haben auch das Wappen Bulgariens entworfen, das von 1908 bis 1944 als Wappen des Königreichs Bulgarien verwendet wurde.
Dieses Dreierteam entwarf kurzerhand ein Sofioter Stadtwappen für die Weltausstellung. Gebilligt wurde das Stadtwappen dann auf der Sitzung der Gemeinde Sofia am 17. März 1900. Dabei entbrannte eine Diskussion über das Wesen, die Funktion und die Bedeutung des Wappens. Da § 58 der Verfassung von Tarnowo Titel und Wappen verbot und das Sofioter Stadtwappen dagegen verstoßen würde und Sofia zu einer privilegierten Stellung gegenüber den anderen bulgarischen Städten verhelfen würde. Man einigte sich schließlich auf den Standpunkt, dass es sich bei dem Wappen nur um ein Zeichen für die Weltausstellung 1900 handelt und ihm keine andere Bedeutung zukommen soll.
Dabei unterlag man jedoch einem Irrtum, da der genaue Verfassungstext anders lautete: § 58 „Titel für Adlige und andere Erkennungszeichen, ebenso Orden darf es nicht im Fürstentum Bulgarien geben“ und sich somit das Wappenverbot nur auf Adlige bezog.
Im Sitzungsprotokoll wurde jedoch der Beschluss vermerkt das Original des Wappens zu rahmen und im Sitzungssaal der Hauptstadtgemeinde aufzuhängen. Später setzte sich sehr schnell die Meinung durch, dass dieses „Zeichen für die Weltausstellung“ das Wappen der Stadt Sofia ist.
Auch Fürst Ferdinand I., der in heraldischen Fragen ein Kenner war, billigte das Wappen.
Mit Erlass Nr. 115 vom 24. April 1900 legte er fest, dass das Wappen auf dem Stadtsiegel abgebildet sein soll und auf der Fahne, die auf dem Rathaus gehisst wird, sowie an allen Stellen, an denen es üblich ist, ein Stadtwappen anzubringen.
Im Laufe der Jahre gab es vier Wappenfassungen. Nachdem es 1900 entworfen wurde, wurde das Stadtwappen in den Jahren 1911, 1928, 1974 und 1991 abgeändert.
Auf Vorschlag des Nebenbürgermeisters (помощник-кмета) Radi Radew fügte Charalampi Tatschew 1911 dem Wappen der Wahlspruch „Wächst, aber altert nicht“ hinzu.

Stadtwappen von Paris

Ursprünglich stand der Wahlspruch „Wächst, altert nicht“ (bulgarisch „Расте, не старее“) zur Diskussion, in Anlehnung an den (lateinischen) Wahlspruch von Paris „Schwimmt, geht nicht unter“ („Fluctuat nec mergitur“, „Sie schwimmt, geht aber nicht unter.“). Da dieser bulgarische Wahlspruch aber 13 Buchstaben (eine Unglückszahl) enthalten hätte, hat man noch das Wort „aber“ (но no) hinzugefügt, um 15 Buchstaben zu haben.
1928 fügte Charalampi Tatschew zu beiden Seiten des Schildes je einen Lorbeerzweig hinzu. Die ewig grünen Lorbeerzweige stehen als Symbol für den Sieger, sie drücken Jugend, Dauerhaftigkeit und Erfolg aus.
In den 1940er Jahren wurde das Stadtwappen nach einem Entwurf von Boris Angeluschew (Борис Ангелушев) vereinfacht.
Mit der bulgarischen Rechtschreibreform von 1945 wurde ein Buchstabe im Wahlspruch geändert: wegen der Abschaffung des Jat (ѣ) wurde aus „старѢе“ ein „старее“.
In den 1960er Jahren modifizierte Stefan Kantschew das Wappen, da einige seiner Elemente nicht für die miniaturisierte Wappendarstellung geeignet waren, beispielsweise für geschützte Marken, Briefmarken, Briefumschläge, Urkunden und Einladungen. So ersetzte er die Apollon-Statue durch einen Springbrunnen unter einem Laubendach. Die übrigen Elemente des Wappens stilisierte er ebenfalls sehr stark. Die Krone der Fortuna stattete er mit drei Türmen aus, so dass sie der Mauerkrone über dem Wappen ähnelte.

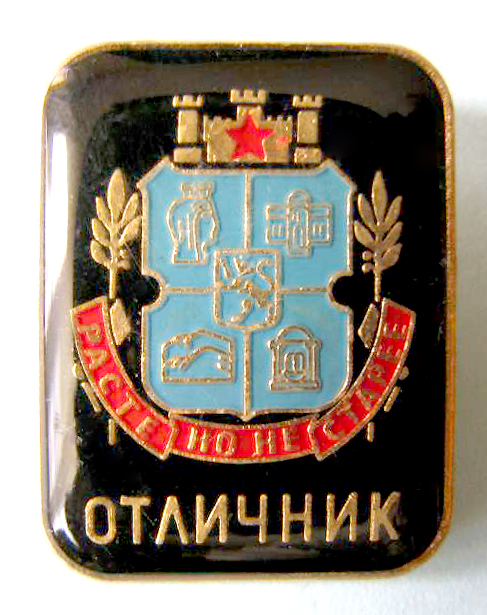
Das Sofioter Stadtwappen auf einem Abzeichen, in der Version mit rotem Stern (1974 bis 1991)

Iwan Radew stilisierte 1974 das Stadtwappen noch stärker und fügte der Mauerkrone einen Roten Stern hinzu, um Sofia als sozialistische Hauptstadt zu kennzeichnen. Dieser Rote Stern wurde auch im Wappen der Volksrepublik Bulgarien verwendet. Ebenso änderte Radew  die Farben im Stadtwappen. Er verwendete nur noch Gold, rot und blau. Auch die Mauerkrone begradigte er, damit sie nicht mehr einer Krone ähnelt, sondern einer Festung.
Nach dem demokratischen Umbruch in Bulgarien wurde am 7. November 1991 der Rote Stern wieder aus dem Stadtwappen entfernt und man kehrte offiziell wieder zur ursprünglichen Version des Stadtwappens von 1928 zurück, einschließlich der alten Rechtschreibung der Schreibweise des Wappenspruchs.
Das Wappen kann in drei unterschiedlichen Arten dargestellt wurden:
- grafisch in schwarz-weiß
- grafisch in Farbe
- plastisch

### Wappen an der Zentralmarkthalle
In die Fassade der Zentralmarkthalle Sofia (erbaut 1909 bis 1911) ist über dem Haupteingang (Ostseite mit Glockenturm) und dem gegenüberliegenden Nebeneingang auf der Westseite des Gebäudes das Relief des Wappens von Sofia eingelassen, das damals noch nicht den Leitspruch „Wächst, aber altert nicht“ trug, dieser wurde erst 1911 zum Wappen hinzugefügt. Auch weist das Wappen an der Zentralmarkthalle noch keine Lorbeerzweige auf und die Göttin Fortuna ist auf ihr blind dargestellt. Der Entwurf für die Wappen an der Markthalle, zusammen mit den umgebenden Pflanzenranken, stammt persönlich von Charalampi Tatschew, der auch das Wappen entworfen hatte.

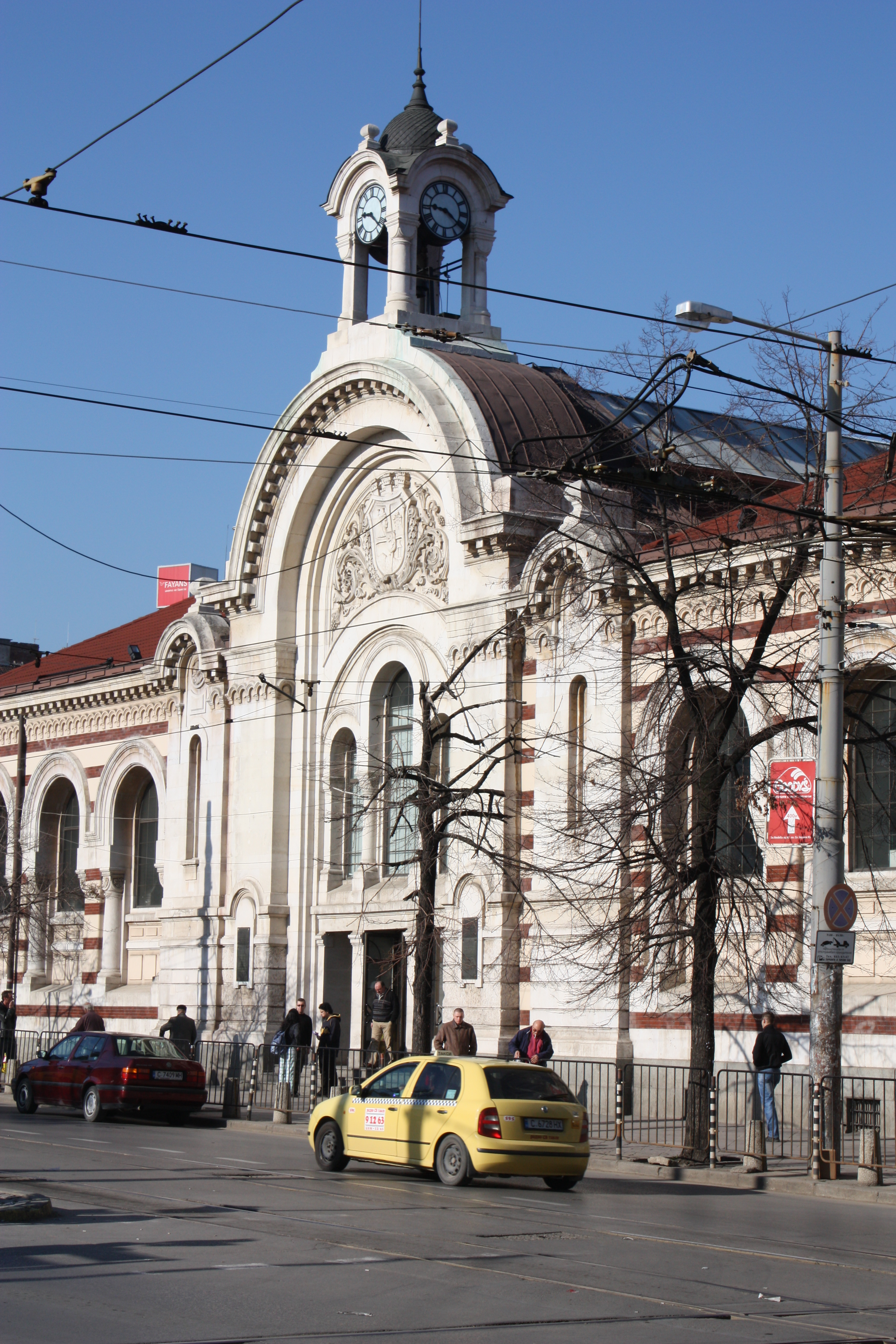
Haupteingang der Zentralmarkthalle Sofia mit Stadtwappen von 1911 über dem Eingang
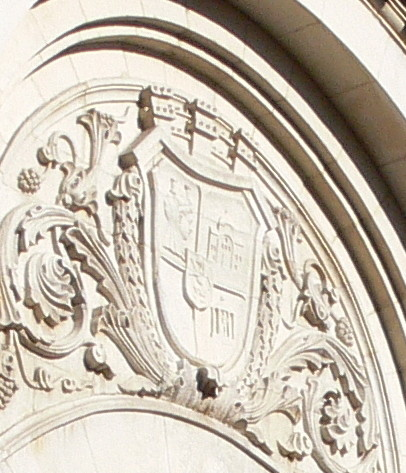
Stadtwappen von 1911 – am Hintereingang der Zentralmarkthalle